# ロバート・マイエ
ロバート・マイエ（Robert Maillet、1969年10月26日 - ）は、カナダ・ニューブランズウィック州出身のプロレスラー、俳優。WWFなどにおけるクルガン（Kurrgan）のリングネームで知られる。
ファミリーネームは「マイレット」または「メイレット」などとローマ字読みで誤表記される場合もあるが、本項では原音に近い表記を使用する。

## 来歴
1989年、地元ニューブランズウィックをサーキット・エリアとするカナダ大西洋岸のマリタイム地区にてデビュー。フランス語が母語のアケイディアンであることから、デビュー当時はアケイディアン・ジャイアント（The Acadian Giant）のリングネームを名乗った。
巨人レスラーとして注目され、カナダを主戦場にプエルトリコにも遠征。1993年3月にはプエルトリコとの提携ルートでW★INGプロモーションに、ゴリアス・エル・ヒガンテ（Goliath El Gigante）として初来日。7月の再来日ではクラッシュ・ザ・ターミネーターとW★ING認定世界ヘビー級王座決定トーナメントの決勝を争った。
1997年、テネシー州メンフィスのUSWAに参戦。インテロゲーター（Interrogator）と改名して軍人スタイルに変身、南アフリカの治安部隊をギミックとしたユニット「トゥルース・コミッション」を結成する。リーコンことバリー・ブキャナンをパートナーに、ポール・ダイヤモンド&スティーブン・ダンなどのチームを破りUSWA世界タッグ王座を通算3回獲得した。同年下期より、トゥルース・コミッションとしてWWFに登場。スナイパーことリュック・ポワリエを加えたトリオでクラッシュ率いるDOAやリージョン・オブ・ドゥームと軍団抗争を展開した。
1998年、リングネームをクルガン（Kurrgan）に変更してシングルプレイヤーに転身後、大巨人ジャイアント・シルバ、覆面レスラーのゴルガ、怪奇派女子レスラーのルナ・バションらと共に、サーカスのフリーク・ショーをイメージした異形の怪物集団「ヒューマン・オディティーズ」の一員となる。当初の彼らはザ・ジャッカルがマネージャーに就きヒールのポジションだったが、やがてセイブルやインセイン・クラウン・ポッシーと共闘して、コミカルなベビーフェイスのユニットに転向。小柄なカイエンタイ（TAKAみちのく、ディック東郷、MEN'Sテイオー、ショー・フナキ）との凸凹抗争でミッドカード戦線を沸かせた。
1999年にWWFを解雇されてからはカナダのインディー団体を転戦し、リュック・ポワリエの仲介でオットー・ワンツが主宰していた中欧のCWAにも遠征。12月4日にドイツのブレーメンにて、ポワリエ（ランボー）の保持していたCWA世界ヘビー級王座に挑戦している。2005年7月8日にはジャック・ルージョーがプロモートしたモントリオールでの興行でジム・ドゥガンと対戦した。
その巨体と強面を買われ、2000年代からは悪役アクション俳優として『300』『シャーロック・ホームズ』『シャドウハンター』などの映画作品に出演している。2011年3月17日にはオンタリオ州のTWAにて久々にリングに復帰、ジェイソン・センセーションから勝利を収めた。2014年には、WWF時代の盟友ドウェイン・ジョンソン主演の映画『ヘラクレス』に出演した。

## 得意技
- パラライザー（Paralyzer）
- クルガン・シャッフル（Kurrgan Shuffle）
- チョークスラム
- ネック・ハンギング・ツリー
- ビッグ・ブート

## 獲得タイトル
ユナイテッド・ステーツ・レスリング・アソシエーション
- USWA世界タッグ王座：3回（w / リーコン）[5]

エクストリーム・カナディアン・チャンピオンシップ・レスリング
- ECCWヘビー級王座：2回

リアル・アクション・レスリング
- RAWヘビー級王座：1回

ワールド・レスリング・アソシエーション
- WWA世界ヘビー級王座 : 1回[13]

## 出演作品
※「 - 」は役名
- 300〈スリーハンドレッド〉 / 300（2007年）
- シャーロック・ホームズ / Sherlock Holmes（2009年） - ドレジャー
- ザ☆ビッグバン!! / The Big Bang（2011年） - アントン
- モンスター・トーナメント 世界最強怪物決定戦 / Monster Brawl（2011年） - フランケンシュタイン
- インモータルズ -神々の戦い- / Immortals（2011年） - ミノタウロス
- アンデッド・ウェディング 半ゾンビ人間とそのフィアンセ / A Little Bit Zombie（2012年） - テリー
- パシフィック・リム / Pacific Rim（2013年）[14] - アレクシス・カルダノフスキー
- パーシー・ジャクソンとオリンポスの神々/魔の海 / Percy Jackson: Sea of Monsters（2013年） - ポリュペーモス
- シャドウハンター / The Mortal Instruments: City of Bones（2013年） - サミュエル・ブラックウェル
- フルスロットル / Brick Mansions（2014年） - イエティ
- ヘラクレス / Hercules（2014年） - 死刑執行人
- ストレイン 沈黙のエクリプス / The Strain（2014年～2015年） - ユセフ・サルデュー（マスター）※テレビドラマシリーズ
- レイジング・ドッグス / Rabid Dogs（2015年） - 熊男
- Killer Waves（2016年） - バラクーダ・ベン
- ゲームオーバー! / Game Over, Man!（2018年） - 暴漢
- デッドプール2 / Deadpool 2（2018年） - スラッゴ
- ポーラー 狙われた暗殺者 / Polar（2019年） - カール
- BECKY ベッキー / Becky（2020年） - エイペックス
- ホラーマニアvs5人のシリアルキラー / Vicious Fun（2020年） - マイク
- ジュピターズ・レガシー / Jupiter's Legacy（2021年） - 大男